# Tribalistas Tour
Tribalistas Tour foi a primeira turnê mundial do supergrupo brasileiro Tribalistas, feita para promover os álbuns de estúdio homônimos lançados, respectivamente, em  2002 e 2017.[carece de fontes?] A digressão foi oficialmente anunciada por Marisa Monte, Arnaldo Antunes e Carlinhos Brown no dia 28 de março de 2018 e percorreu grandes estádios e arenas em diversas capitais brasileiras, começando em 28 de julho de 2018 na Arena Fonte Nova em Salvador, onde as composições presentes no segundo disco foram criadas, totalizando 15 apresentações no Brasil. Novas datas, mais tarde, foram confirmadas para a Europa e Américas do Norte e do Sul, passando por nove países em um total de 20 apresentações no exterior. A turnê foi promovida pela Kappamakki e Multi Entretenimento no Brasil e, internacionalmente, pela BMU Booking & Music Management e Live Nation Entertainment.
A Tribalistas Tour foi eleita a melhor turnê nacional de 2018, segundo o público, entre os Melhores do Ano do Guia Folha.
Durante o concerto realizado para 45 mil pessoas no estádio Allianz Parque, em São Paulo, o trio gravou seu primeiro registro ao vivo, intitulado Tribalistas Ao Vivo. O lançamento do primeiro single do projeto, uma gravação ao vivo de "Carnavália", aconteceu no dia 22 de fevereiro de 2019, enquanto o registro completo chegou exclusivamente nas plataformas digitais em 15 de março.

## Antecedentes e anúncio
Após o lançamento do segundo álbum depois de quinze anos dos primeiros sucessos, rumores nunca efetivamente confirmados em torno de uma suposta turnê conjunta envolvendo o trio surgem na mídia. Mais tarde, em 19 de dezembro de 2017, a cantora e compositora Marisa Monte toma a frente de suas redes sociais e confirma oficialmente a primeira excursão dos Tribalistas prometendo o anúncio das cidades e suas respectivas datas em breve.
Em 28 de março de 2018, logo após quase quatro meses sem novas informações sobre a digressão, os Tribalistas divulgam finalmente todas as cidades, datas e locais onde a turnê passou, num total de dez apresentações em grandes estádios e arenas em nove capitais do Brasil, entre elas: Salvador, Rio de Janeiro (com duas apresentações), Recife, Fortaleza, São Paulo, Porto Alegre, Curitiba, Brasília e, por fim, Belo Horizonte. O anúncio foi realizado por meio de um vídeo, no qual Monte, Antunes e Brown sortearam as apresentações juntamente com o público. Além disso, foi anunciada uma pré-venda exclusiva de lote promocional com número limitado de ingressos, que ocorreu entre os dias 5 e 9 de abril de 2018, para fãs cadastrados no serviço desenvolvido especialmente para a turnê pela empresa Eventim, pela qual foi realizada virtualmente a venda geral de ingressos a partir de 10 de abril.[carece de fontes?] Depois de duas noites na Marina da Glória, um terceiro show extra no Rio de Janeiro, desta vez na Jeunesse Arena, foi marcado para 6 de outubro fazendo com que o encerramento nacional da turnê, anteriormente marcado para ocorrer na capital mineira, fosse adiado. A cidade do Rio de Janeiro foi a única de toda a digressão a receber mais de um show dos Tribalistas, totalizando três apresentações.
A etapa da Europa foi oficialmente confirmada em 12 de junho de 2018 com duas datas da Tribalistas Tour anunciadas em Portugal nas cidades de Lisboa e Porto. Os concertos foram marcados para o mês de outubro, após a finalização da etapa brasileira da digressão, em locais com grande capacidade, como a Altice Arena que tem capacidade para 20 mil pessoas. Mais tarde, outros países foram adicionados ao cronograma: Espanha, Alemanha, Suíça (onde a cantora Maria Gadú realizou o ato de abertura), Inglaterra, Bélgica e Itália, respectivamente.
Uma segunda etapa da turnê na América do Sul foi anunciada em 2 de outubro de 2018, com previsão para começar no dia 23 de novembro em Belém, na Arena Guilherme Paraense, após a conclusão dos concertos na Europa, partindo em seguida para São José, na Região Metropolitana de Florianópolis. Nesta etapa, os Tribalistas passarão por outros países, além do Brasil, como o Uruguai e a Argentina. Uma nova apresentação em São Paulo foi confirmada com exclusividade pelo jornalista José Norberto Flesch, em que o trio foi anunciado como um dos headliners do festival Lollapalooza 2019. Cinco cidades nos Estados Unidos também foram adicionadas no percurso para a etapa norte-americana da digressão que acontecerá no primeiro semestre de 2019.
Para a promoção da Tribalistas Tour 2018/2019, o trio faz sua primeira aparição como um grupo em um programa televisivo, o Fantástico, onde concederam uma breve entrevista e cantaram "Diáspora" e "Aliança" pela primeira vez para uma plateia, além dos clássicos "Já Sei Namorar" e "Velha Infância". Mais tarde, o trio também concedeu uma entrevista para a segunda temporada do Conversa com Bial, onde falaram sobre o processo criativo e as parcerias firmadas entre eles ao longo dos anos.
Um dia antes da estreia da turnê, na Arena Fonte Nova em Salvador, os dois álbuns lançados pelo trio voltaram a emplacar, respectivamente, a 2ª e a 4ª posição na tabela da iTunes Store. As faixas "Aliança" e "Velha Infância", os principais sucessos de cada disco, também atingiram as posições 9 e 54 na mesma plataforma.

## Desenvolvimento

### Concepção e ensaios
A arte da Tribalistas Tour 2018/2019 foi produzida e dirigida pelo artista visual e designer Batman Zavareze, responsável por elaborar obras tecnológicas e projeções de imagens e reconhecido por criar as projeções das Olimpíadas do Rio de Janeiro de 2016 no Estádio Maracanã. A direção geral foi do empresário Leonardo Netto em parceria com os próprios Tribalistas, enquanto a direção de produção foi de Simon Fuller, tendo Maria Fortes como produtora executiva e Jerry Marques como manager da parte etapa europeia da turnê. Já o figurino foi assinado por Rita Murtinho.
Em 27 de março de 2018, Marisa Monte, Arnaldo Antunes e Carlinhos Brown publicam em suas respectivas redes sociais um registro dos preparativos da turnê em um estúdio utilizando óculos 3D, confirmando o uso de novas tecnologias nos shows. Posteriormente, o trio anuncia a participação do público nos shows da turnê através de antigos vídeos caseiros dos fãs, filmados em Super-8 ou 16 mm, que serão exibidos no cenário das apresentações durante a performance do hit "Velha Infância".
Já em 5 de julho de 2018, os Tribalistas passaram a divulgar vídeos dos ensaios nas redes sociais, em que trechos de canções como "Universo ao Meu Redor" (do álbum homônimo de Marisa lançado em 2006), "Busy Man (Sem Você)" (do disco Omelete Man de Carlinhos lançado em 1998) e "Já Sei Namorar" foram publicados. O repertório completo da digressão foi divulgado por acidente pelo instrumentista Pretinho da Serrinha, membro da banda que acompanhará o trio em todos os concertos, ao publicar uma fotografia ao lado de Carlinhos durante os ensaios com o setlist ao fundo. A julgar pela ampliação da imagem, o roteiro contém 28 músicas, duas delas ainda não identificadas, que vão das composições dos dois álbuns dos Tribalistas até parcerias de Arnaldo, Brown e Marisa gravados por cada um deles em seus discos solos.

### Palco e projeções
O palco e cenário da Tribalistas Tour 2018 é composto por três telões principais de LED (dois quadrados e um losango no centro) com 125 metros quadrados cada, que se movimentam horizontalmente entre si de acordo com a música em questão e onde são exibidas projeções que vão de letras de músicas (como em "Passe em Casa"), cenas de videoclipes ("Amor I Love You") até imagens mostrando isoladamente cada um dos artistas. Fora do palco, somam-se mais dois telões que exibem imagens do show para todo o estádio, além de diferentes fotografias e filmes originais do trio ("Já Sei Namorar" e "Fora da Memória") e outros simbolismos ("Tribalistas").
Entre os artistas que assinam algumas das projeções, estão o fotógrafo Thomaz Farkas, os cineastas Mário Peixoto e Humberto Mauro, entre outros registros do cotidiano brasileiro do Arquivo Nacional. A pedido de Zavareze, o artista Mestre Júlio fez uma fotopintura sobre três retratos 3X4 dos Tribalistas adolescentes, inspirada em "Dona Flor e Seus Dois Maridos", de Jorge Amado, que é exibida rapidamente no telão durante "Um Só". Para a performance, além da obra, Mestre Júlio cedeu outras 150 imagens de anônimos de seu acervo.

## Filmagens
Desde a estreia da turnê, em 28 de julho de 2018 na Arena Fonte Nova de Salvador, os concertos dos Tribalistas estão sendo gravados mesmo sem a confirmação oficial sobre um possível DVD ao vivo, o que tem aumentado as especulações de que Arnaldo Antunes, Carlinhos Brown e Marisa Monte lançarão futuramente algum registro audiovisual sobre o espetáculo que tem percorrido por grandes estádios brasileiros com críticas favoráveis por parte da mídia.
Em setembro de 2018, logo após os primeiros 10 shows da turnê, foi revelado que as gravações poderiam virar um especial de fim de ano para a TV Globo ou seu serviço de streaming Globoplay. O especial de lançamento do segundo disco do trio, em 2017, foi visto por mais de 7 milhões de pessoas no país, tendo média de 11 e 13 pontos, em São Paulo e no Rio de Janeiro, respectivamente. A ideia seria transformar os shows em um DVD. No início de 2019 foi anunciado dois especiais para canais da Globo: os melhores momentos, exibidos no Multishow e o show completo, exibido no canal Bis.
O show de São Paulo para mais de 45 mil pessoas no Allianz Parque, o maior de toda a turnê, foi registrado pela equipe da Polar Filmes, responsável por produzir DVDs para artistas como Ivete Sangalo, Titãs, Paralamas do Sucesso, Maria Gadú, entre outros. Dirigido por Joana Mazzucchhelli, o registro integral Tribalistas Ao Vivo teve a sua edição digital lançada em 15 de março de 2019. O primeiro single do projeto, a versão ao vivo do hit "Carnavália", foi anunciado para 22 de fevereiro de 2019 em todas as plataformas digitais.

## Crítica profissional
A Tribalistas Tour 2018 recebeu críticas predominantemente positivas de críticos de música e entretenimento. Em resenha do concerto de estreia em Salvador para seu blog do g1, o jornalista Mauro Ferreira avaliou a turnê em quatro estrelas ressaltando que o show "gravitou ao redor do universo particular gerado pela união de três excelentes compositores" capazes de soarem leves mesmo ao interpretar a densa "Diáspora", música do segundo disco do trio que tem como temática o êxodo de imigrantes que abandonam os países de origem em busca de paz. Ferreira ainda deu ênfase para a performance de "Depois" (sucesso eternizado por Marisa Monte em O Que Você Quer Saber de Verdade), marcada pelo efeito das luzes dos celulares da plateia e dos próprios artistas, considerando-a o grande ápice do show.
Pedro Antunes, para o Estadão, destacou a grandiloquência do grupo que conseguiu esgotar a Arena Fonte Nova com a venda de 18 mil ingressos e fará um show com capacidade para 45 mil pessoas em São Paulo, o que não é muito comum para artistas da MPB atualmente. Elogiando o belíssimo cenário e projeções dos cinco telões assinados por Batman Zavareze, o repórter afirma que, sem que estes telões reproduzam o que acontece no palco, o público poderá sentir dificuldade em enxergar os músicos em shows com maior capacidade. Ainda assim, Antunes termina dizendo que os Tribalistas perderam a posse de suas próprias músicas para o público, que canta, chora e se alegra com os sucessos há anos. Thales de Menezes, da Folha de S.Paulo, escreveu que a principal qualidade do show é fácil de perceber: as novas músicas, apesar de terem sido gravadas em um intervalo de tempo de 15 anos, se misturam facilmente com os clássicos de 2002, sem nenhuma estranheza. Menezes não poupa elogios às composições refinadas selecionadas para a turnê e, também, ao intenso trabalho das projeções exibidas nos telões que cativa a atenção do público.

## Recepção comercial

### Faturamento
Com a Tribalistas Tour, o supergrupo formado por Marisa Monte, Arnaldo Antunes e Carlinhos Brown faturou mais de R$ 31 milhões com a etapa da turnê no Brasil, com ênfase no show de São Paulo no estádio Allianz Parque com a venda de 45 mil ingressos. Somente com o terceiro concerto na cidade do Rio de Janeiro, mais de R$ 1 milhão foram arrecadados com cerca de 12 mil ingressos vendidos, o que representa a capacidade máxima do evento sediado pela Jeunesse Arena.
Já na Europa, foram arrecadados mais de 900 mil euros - aproximadamente R$ 4 milhões - em um total de 11 concertos por sete países, destacando a apresentação na Altice Arena, em Lisboa, considerada o maior pavilhão de espetáculos de Portugal. Com uma diferença de pouco menos de 100 mil euros, os Tribalistas quase se tornam os primeiros artistas brasileiros a lucrarem 1 milhão de euros no continente.
Com o final da digressão em 2019, a arrecadação total da Tribalistas Tour ultrapassou R$ 40 milhões, tornando-se uma das turnês nacionais mais rentáveis do país.

## Repertório
O repertório abaixo é constituído do primeiro concerto da turnê, realizado em 28 de julho de 2018 em Salvador, não sendo representativo de todas as apresentações.
1. "Tribalistas"
2. "Carnavália"
3. "Um Só"
4. "Vilarejo"
5. "Anjo da Guarda"
6. "Fora da Memória"
7. "Diáspora"
8. "Água Também é Mar"
9. "Um a Um"
10. "Ânima"
11. "Velha Infância"
12. "É Você"
13. "Carnalismo"
14. "Aliança"
15. "Até Parece" / "Não é Fácil"
16. "Busy Man (Sem Você)"
17. "Lá de Longe"
18. "Lutar e Vencer"
19. "Universo ao Meu Redor"
20. "Infinito Particular"
21. "Paradeiro" / "Consumado"
22. "Amor I Love You"
23. "Depois"
24. "Trabalivre"
25. "Passe em Casa"
26. "Já Sei Namorar"
27. "Velha Infância" (bis)
28. "Tribalistas" (bis)

- Durante o concerto em Curitiba, em 25 de agosto de 2018, os Tribalistas declamaram o poema "Moinho de versos", de Paulo Leminski, e cantaram "Parabéns a Você" em homenagem ao escritor.[33]
- Durante o último concerto da turnê, em 5 de abril de 2019, no festival Lollapalooza 2019 em São Paulo, os Tribalistas cantaram "Não Vá Embora" do disco Memórias, Crônicas e Declarações de Amor de 2000.[34]

- Durante o primeiro o concerto em Salvador, em 28 de julho de 2018, os Tribalistas cantaram "Passe em Casa" com a cantora Margareth Menezes.[29]

## Datas
| Data                       | Cidade                   | País                     | Local                                   | Abertura                 | Público                  | Receita                  |
| Etapa 1 — América do Sul   | Etapa 1 — América do Sul | Etapa 1 — América do Sul | Etapa 1 — América do Sul                | Etapa 1 — América do Sul | Etapa 1 — América do Sul | Etapa 1 — América do Sul |
| -------------------------- | ------------------------ | ------------------------ | --------------------------------------- | ------------------------ | ------------------------ | ------------------------ |
| 28 de julho de 2018        | Salvador                 | Brasil                   | Arena Fonte Nova                        | N/A                      | 18,000 / 18,000          | R$ 31,000,000            |
| 4 de agosto de 2018        | Rio de Janeiro           | Brasil                   | Marina da Glória                        | DJ Mauricio Valladares   | 24,000 / 24,000          | R$ 31,000,000            |
| 5 de agosto de 2018        | Rio de Janeiro           | Brasil                   | Marina da Glória                        | DJ Mauricio Valladares   | 24,000 / 24,000          | R$ 31,000,000            |
| 10 de agosto de 2018       | Recife                   | Brasil                   | Centro de Convenções de Pernambuco      | N/A                      | 10,000 / 11,000          | R$ 31,000,000            |
| 11 de agosto de 2018       | Fortaleza                | Brasil                   | Centro de Formação Olímpica do Nordeste | N/A                      | 20,000 / 20,000          | R$ 31,000,000            |
| 18 de agosto de 2018       | São Paulo                | Brasil                   | Allianz Parque                          | N/A                      | 45,000 / 45,000          | R$ 31,000,000            |
| 24 de agosto de 2018       | Porto Alegre             | Brasil                   | Estádio Beira-Rio                       | N/A                      | 12,000 / 12,000          | R$ 31,000,000            |
| 25 de agosto de 2018       | Curitiba                 | Brasil                   | Pedreira Paulo Leminski                 | N/A                      | 12,000 / 13,000          | R$ 31,000,000            |
| 1 de setembro de 2018      | Brasília                 | Brasil                   | Estádio Mané Garrincha                  | N/A                      | 15,000 / 15,000          | R$ 31,000,000            |
| 7 de setembro de 2018      | Belo Horizonte           | Brasil                   | Esplanada do Mineirão                   | N/A                      | 12,000 / 12,000          | R$ 31,000,000            |
| 6 de outubro de 2018       | Rio de Janeiro           | Brasil                   | Jeunesse Arena                          | N/A                      | 12,000 / 12,000          | R$ 31,000,000            |
| Etapa 2 — Europa           |                          |                          |                                         |                          |                          |                          |
| 21 de outubro de 2018      | Lisboa                   | Portugal                 | Altice Arena                            | N/A                      | N/A                      | R$ 4,000,000             |
| 23 de outubro de 2018      | Porto                    | Portugal                 | Coliseu do Porto                        | N/A                      | 3,000 / 3,000            | R$ 4,000,000             |
| 24 de outubro de 2018      | Madrid                   | Espanha                  | La Riviera                              | N/A                      | N/A                      | R$ 4,000,000             |
| 26 de outubro de 2018      | Santiago de Compostela   | Espanha                  | Pavilhão Multiuso Fontes do Sar         | N/A                      | N/A                      | R$ 4,000,000             |
| 28 de outubro de 2018      | Barcelona                | Espanha                  | Auditori del Fòrum                      | N/A                      | N/A                      | R$ 4,000,000             |
| 31 de outubro de 2018      | Hamburgo                 | Alemanha                 | Elbphilharmonie                         | N/A                      | 2,100 / 2,100            | R$ 4,000,000             |
| 2 de novembro de 2018      | Basileia                 | Suíça                    | Event Hall Messe Basel                  | Maria Gadú               | 1,582 / 1,582            | R$ 4,000,000             |
| 4 de novembro de 2018      | Londres                  | Inglaterra               | Hammersmith Apollo                      | N/A                      | N/A                      | R$ 4,000,000             |
| 6 de novembro de 2018      | Bruxelas                 | Bélgica                  | Cirque Royal                            | N/A                      | 3,500 / 3,500            | R$ 4,000,000             |
| 8 de novembro de 2018      | Milão                    | Itália                   | Teatro degli Arcimboldi                 | N/A                      | N/A                      | R$ 4,000,000             |
| 11 de novembro de 2018     | Roma                     | Itália                   | Auditorium Parco della Musica           | N/A                      | N/A                      | R$ 4,000,000             |
| Etapa 3 — América do Sul   |                          |                          |                                         |                          |                          |                          |
| 23 de novembro de 2018     | Belém                    | Brasil                   | Arena Mangueirinho                      | N/A                      | N/A                      | N/A                      |
| 14 de dezembro de 2018     | São José                 | Brasil                   | Arena Petry                             | N/A                      | N/A                      | N/A                      |
| Etapa 4 — América do Norte |                          |                          |                                         |                          |                          |                          |
| 5 de fevereiro de 2019     | Nova Iorque              | Estados Unidos           | Hammerstein Ballroom                    | N/A                      | 3,500 / 3,500            | N/A                      |
| 6 de fevereiro de 2019     | Boston                   | Estados Unidos           | House of Blues                          | N/A                      | N/A                      | N/A                      |
| 8 de fevereiro de 2019     | Miami                    | Estados Unidos           | Fillmore Miami Beach                    | N/A                      | N/A                      | N/A                      |
| 9 de fevereiro de 2019     | Miami                    | Estados Unidos           | Fillmore Miami Beach                    | N/A                      | 2,713 / 2,713            | N/A                      |
| 15 de fevereiro de 2019    | Los Angeles              | Estados Unidos           | Orpheum Theatre                         | N/A                      | N/A                      | N/A                      |
| 16 de fevereiro de 2019    | São Francisco            | Estados Unidos           | The Fillmore Auditorium                 | N/A                      | 2,630 / 2,630            | N/A                      |
| 17 de fevereiro de 2019    | São Francisco            | Estados Unidos           | The Fillmore Auditorium                 | N/A                      | 2,630 / 2,630            | N/A                      |
| Etapa 5 — América do Sul   |                          |                          |                                         |                          |                          |                          |
| 22 de março de 2019        | Montevidéu               | Uruguai                  | Antel Arena                             | N/A                      | 10,000 / 10,000          | N/A                      |
| 23 de março de 2019        | Buenos Aires             | Argentina                | Estadio Luna Park                       | N/A                      | 9,290 / 9,290            | N/A                      |
| 5 de abril de 2019         | São Paulo                | Brasil                   | Autódromo de Interlagos                 | N/A                      | N/A                      | N/A                      |
| Total                      | Total                    | Total                    | Total                                   | Total                    | 250,000 / 250,000        | R$ 40,000,000            |

## Créditos
Todo o processo de elaboração da Tribalistas Tour atribui os seguintes créditos:
Realização
- Monte Criação e Produção Ltda.
- Rosa Celeste
- Candyall Entertainment
- WL
- Kappamakki

Banda e arranjos
| - Marisa Monte: vocais, violão de nylon, vários instrumentos - Arnaldo Antunes: vocais, vários instrumentos - Carlinhos Brown: vocais, vários instrumentos - Dadi Carvalho: guitarra, baixo e teclados | - Pedro Baby: guitarra, violão e vocais de apoio - Pretinho da Serrinha: percussão, cavaquinho e vocais de apoio - Marcelo Costa: bateria |

Produção
| - Concepção e direção: Marisa Monte, Arnaldo Antunes, Carlinhos Brown e Leonardo Netto - Direção de arte: Batman Zavareze - Direção de produção: Simon Fuller - Direção geral: Leonardo Netto - Produção executiva: Maria Fortes - Assistente de produção: Fernanda Oliveira - Assistente pessoal: Renata Savalle (Marisa Monte), Caru Zilber (Arnaldo Antunes) e Erica Medrado (Carlinhos Brown) - Direção de palco: Marcio Barros | - Produtor técnico: Marcos Soares - Produtor de site: Flávio Goulart - Projeto de luz: Juarez Farinon, Arthur Farinon e Gabriel Farinon - Figurino: Rita Murtinho - Figurino adicional (Arnaldo Antunes): Isadora Gallas - Figurino adicional (Carlinhos Brown): Jailson Marcos, Mara e Jô, João Pimenta e Soudam - Figurino adicional (músicos): Júnior Rocha / Meninos Rei - Costureira: Elina de Souza Barbosa - Cenário: Marcelo Lipiani |

Equipe técnica
| - Engenheiro de som / PA: Daniel Carvalho - Técnico de monitor: Fabiano França - Técnico de programação: Elton Bozza - Roadies: Alex Olímpio, Cristiano Lisboa e Iran Bernardes - Operator de TP: Juliano Aguiar - Programação de software: Eder Piques de Souza | - Técnico de vídeo: Rochael “Bodão” Montanhini - Programação de luz: Arthur Farinon e Cesar Ramires - Iluminação: Companhia da Luz - Som: Gabisom - Tecnologias: Ledcom |

Visual e imagem
| - Coordenação de conteúdos: 27 + 1 Comunicação Visual - Coordenação de edição / Finalização: Glauber Vianna - Edição: Glauber Vianna, Pablo Ribeiro e João Oliveira - Motion Design: Rodrigo Borges, Glauber Vianna e Rafael Galo - Ilustrações: Rodrigo Borges - Pesquisa: Adriana Salomão - Design: Bold° A Design Company - Direção de design: Batman Zavareze e Leonardo Eyer - Coordenação de design: Viviane Jorás - Design: Rodrigo Moura | - Fotografia: Daniel Mattar - Assistente de fotos: Darwin Campos e Bruno Rocha - Redes sociais (Marisa Monte): Marco Froner - Redes sociais (Arnaldo Antunes): Marcia Xavier - Redes sociais (Carlinhos Brown): Daniella Moura e Ian Thommas - Redes sociais (turnê): Victoria Oliveira e Marco Froner - Assessoria de imprensa: Bebel Prates - Documentação videográfica: Dora Jobim, Clara Cavour e Tiago Tostes Da Silva - Merchandising: Melvin Ribeiro e Rafa Storino |

Conteúdos dos cenários
| - Direção: Batman Zavarez - Gestos e coreografia: Marcia Rubin - Maquiagem: Vini Kilesse | - Assistente de maquiagem: André Cerutti - Figurino: Rita Murtinho |